# Hunhukwe
Hunhukwe è un villaggio del Botswana situato nel distretto di Kgalagadi, sottodistretto di Kgalagadi North. Il villaggio, secondo il censimento del 2011, conta 753 abitanti.

## Località
Nel territorio del villaggio sono presenti le seguenti 18 località:
- Eighteen di 13 abitanti,
- Hunhukwe Syndicate di 8 abitanti,
- Kiki di 9 abitanti,
- Lekhubu la Mangone di 5 abitanti,
- Lekojwana di 14 abitanti,
- Lolwaneng di 7 abitanti,
- Masego/Thite di 12 abitanti,
- Mokekentane di 1 abitante,
- Motloping di 6 abitanti,
- Nakatsapudi di 7 abitanti,
- Namogosise di 45 abitanti,
- Ohe di 4 abitanti,
- Phomolo di 1 abitante,
- Photsana di 17 abitanti,
- Seventeen di 9 abitanti,
- Thalaga di 14 abitanti,
- Thupayamokala di 2 abitanti,
- Tlhomola di 4 abitanti